# Aartsbisschop van York

Wapen van het aartsbisdom

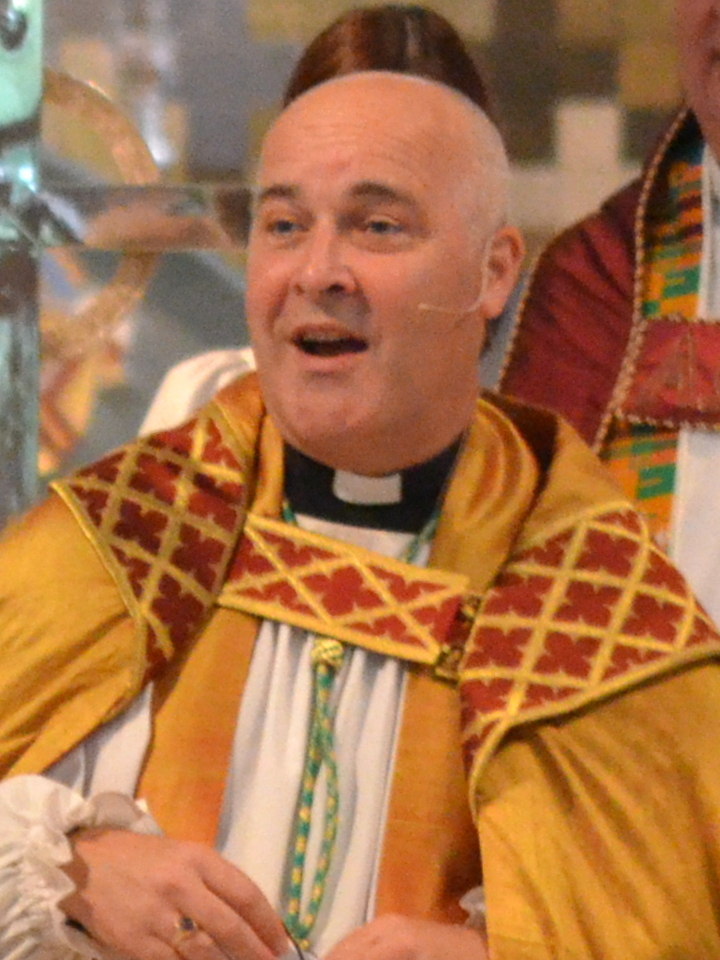
Aartsbisschop Stephen Cottrell

De aartsbisschop van York is na de aartsbisschop van Canterbury de belangrijkste gezagsdrager in de anglicaanse Kerk. De huidige aartsbisschop is de Engelsman Stephen Cottrell (sinds juli 2020). De hoofdkerk van het aartsbisdom York is York Minster, de grootste gotische kathedraal buiten die van Milaan.

## Aartsbisschoppen tot aan de Reformatie
De aartsbisschoppen van York tot aan de Reformatie behoorden allen tot de Rooms-katholieke Kerk.

### Bisschoppen van York
- Paulinus van York (Heilig), 627-633
- Chad (Heilig), 664-669
- Wilfrid van York (Heilig), 664-678
- Bosa van York (Heilig), 678-686
- Wilfrid van York (Heilig), 686-691
- Bosa van York (Heilig), 691-705
- Jan van Beverley (Heilig), 705-718
- Wilfrid II van York, 718-732

### Aartsbisschoppen van York
- Ecgberht, 723/735-766
- Æthelberht, 767-780
- Eanbald I, 780-796
- Eanbald II, 796-na 808
- Wulfsige, (na) 808-830/837
- Wigmund, 837-854
- Wulfhere, 854-890
- Æthelbald, 900- tot 904/928
- Hrothweard, 904/928-931
- Wulfstan I, 931-956
- Oscytel, 956-971
- Edwaldus, 971
- Oswald (Osweald), 972-992
- Ealdwulf, 992-1002
- Wulfstan II, 1003-1023
- Ælfric Puttoc, 1023-1041
- Æthelric, 1041-1042
- Ælfric Puttoc, 1042-1051
- Cynesige, 1051-1060
- Ealdred, 1060-1069
- Thomas van Bayeux, 1070-1100
- Gerard, 1100-1108
- Thomas II, 1109-1114
- Thurstan, 1109-1140
- Waltheof van Melrose (verkiezing ongedaan gemaakt), 1140
- Hendrik van Sully (verkiezing ongedaan gemaakt), 1140
- Willem FitzHerbert (of York), 1143-1147
- Henry Murdac, 1147-1153
- Willem FitzHerbert (of York) (hersteld), 1153-1154
- Roger de Pont l'Évêque, 1154-1181
- Geoffroy, 1191-1212
- Simon Langton (verkiezing ongedaan gemaakt), 1215
- Walter de Gray[1], 1216-1255
- Sewal de Bovil, 1256-1268
- Godfrey Ludham, 1258-1265
- William Langton (verkiezing ongedaan gemaakt), 1265
- Bonaventura (Heilig) (afgezet), 1265-1266
- Walter Giffard, 1266-1279
- William de Wickwane, 1279-1285
- John le Romeyn, 1286-1296
- Henry of Newark, 1298-1299
- Thomas of Corbridge, 1300-1304
- William Greenfield, 1306-1315
- William Melton, 1317-1340
- William Zouche, 1342-1352
- John of Thoresby, 1353-1373
- Alexander Neville, 1374-1388
- Thomas Arundel, 1388-1396
- Robert Waldby, 1397-1398
- Richard Scrope[1], 1398-1405
- Thomas Langley, 1405-1406
- 1406-1407 : Robert Hallam
- Henry Bowet, 1407-1423
- Philip Morgan, 1423-1424
- Richard Fleming, 1424-1425
- John Kemp, 1426-1452
- William Booth, 1452-1464
- George Neville, 1465-1476
- Lawrence Booth, 1476-1480
- Thomas Rotherham, 1480-1500
- Thomas Savage, 1501-1507
- Christopher Bainbridge, 1508-1514
- Thomas Wolsey[1] 1514-1530

## Aartsbisschoppen sinds de Reformatie
Alle hieronder genoemde aartsbisschoppen behoren/behoorden tot de Kerk van Engeland.
| Afbeelding | Persoon                    | Periode          | Opmerking(en)                                                       |
| ---------- | -------------------------- | ---------------- | ------------------------------------------------------------------- |
|            | Edward Lee                 | 1531-1544        |                                                                     |
|            | Robert Holgate             | 1545-1554        |                                                                     |
|            | Nicholas Heath             | 1555-1559        |                                                                     |
|            | Thomas York                | 1561-1568        |                                                                     |
|            | Edmund Grindal             | 1570-1676        | In 1575 gekozen tot aartsbisschop van Canterbury                    |
|            | Edwin Sandys               | 1577-1588        |                                                                     |
|            | John Piers                 | 1589-1594        |                                                                     |
|            | Matthew Hutton             | 1596-1606        |                                                                     |
|            | Tobias Matthew             | 1606-1628        |                                                                     |
|            | George Mountaigne          | 1628             | In het jaar van zijn verkiezingen gestorven                         |
|            | Samuel Harsnett            | 1629-1631        |                                                                     |
|            | Richard Neile              | 1632-1640        |                                                                     |
|            | John Williams              | 1641-1649        | Het parlement schaftte in 1649 het episcopale stelsel af            |
| Vacant     | Vacant                     | 1646 (1649)-1660 | Engelse burgeroorlog; Gemenebest van Engeland, Schotland en Ierland |
|            | Accepted Frewen            | 1660-1664        | Herstel van het episcopale stelsel in 1660                          |
|            | Richard Sterne             | 1664-1683        |                                                                     |
|            | John Dolben                | 1683-1686        |                                                                     |
|            | Thomas Lamplugh            | 1688-1691        |                                                                     |
|            | John Sharp                 | 1691-1714        |                                                                     |
|            | Sir Edward Dawes, Bt.      | 1714-1724        |                                                                     |
|            | Lancelot Blackburne        | 1724-1743        |                                                                     |
|            | Thomas Herring             | 1743-1747        | Nadien (1747-1757) aartsbisschop van Canterbury                     |
|            | Matthew Hutton             | 1747-1757        | Nadien (1757-1758) aartsbisschop van Canterbury                     |
|            | John Gilbert               | 1757-1761        |                                                                     |
|            | Robert Hay Drummond        | 1761-1776        |                                                                     |
|            | William Markham            | 1776-1807        |                                                                     |
|            | Edward Venables-Vernon     | 1807-1847        |                                                                     |
|            | Thomas Musgrave            | 1847-1860        |                                                                     |
|            | Charles Longley            | 1860-1862        | Nadien (1862-1868) aartsbisschop van Canterbury                     |
|            | William Thomson            | 1862-1890        |                                                                     |
|            | William Connor Magee       | 1891             | Gestorven in 1891                                                   |
|            | William Dalrymple Maclagan | 1891-1908        | Emeritaat 1908; overleden 1910                                      |
|            | Cosmon Gordon Lang         | 1909-1928        | Nadien (1928-1942) aartsbisschop van Canterbury                     |
|            | William Temple             | 1929-1942        | Nadien (1942-1944) aartsbisschop van Canterbury                     |
|            | Cyrill Garbett             | 1942-1955        | Emeritaat 1955; zelfde jaar overleden                               |
|            | Michael Ramsey             | 1956-1961        | Nadien (1961-1974) aartsbisschop van Canterbury; overleden in 1988  |
|            | Donald Coggan              | 1961-1974        | Nadoen (1974-1980) aartsbisschop van Canterbury; overleden in 2000  |
|            | Stuart Blanch              | 1975-1983        | Emeritaat 1983; overleden 1994                                      |
|            | John Habgood               | 1983-1995        | Emeritaat 1995; overleden 2019                                      |
|            | David Hope                 | 1995-2005        | Emeritaat 2005                                                      |
|            | John Sentamu               | 2005-2020        | Emeritaat 2020                                                      |
|            | Stephen Cottrell           | 2020-heden       |                                                                     |